# 王培宗
王培宗（?—?），字泰霖，章義，山東諸城（今山東省諸城縣）人，清朝政治人物、同進士出身。
康熙三十九年（1700年）庚辰科進士，授禮部主事。康熙五十四年，任山東道監察御史。后升任知州。